# Cyttarophyllopsis cordispora
Cyttarophyllopsis cordispora är en svampart som beskrevs av R. Heim 1968. Cyttarophyllopsis cordispora ingår i släktet Cyttarophyllopsis och familjen Bolbitiaceae.   Inga underarter finns listade i Catalogue of Life.